# Càstor Vilà i Custodio
Càstor Vilà i Custodio (Sabadell, 1884 - 1959) va ser un músic, pianista i compositor català. Emprà el pseudònim Victor Sala.

## Biografia
Fill del prestigiós professor de música i distingit compositor de piano Francesc Vilà i Campdepadrós, va ser pianista i director del Quintet Artístic que el 1911 acompanyava les pel·lícules mudes que es projectaven al Salón Imperial de Sabadell.

Compongué un cert nombre de ballables, sardanes i algunes peces fàcils per a l'aprenentatge del piano. Agustí Borgunyó li dedicà un vals i Francesc Trabal n'elogià les qualitats com a compositor
| «                                          | Justament pocs trobarem a Sabadell que, quant a sardanes fa referència, haguessin destinat tant d'amor a la nostra dansa i li dediquin l'esforç que En Vila hi ha dedicat | » |
| — Francesc Trabal, Diari de Sabadell, 1926 | |   |

## Obres
- Alá, fox-trot oriental (1936)
- Buby (1926), fox-charleston
- Dandy (1928), fox-trot
- Danza marroquí, enregistrada[8]
- Ecos del harén, capricho oriental (1929)
- En el país de los molinos, danza holandesa (1917)
- Faraón (1936), fox-zambra
- Fiesta andaluza, fox rumba
- Flor de sol (1936), pas-doble
- Flores musicales, colección de seis piezas fáciles para piano
- Granadino (1926), pas-doble
- Miss Flay, polca (1916)
- Nuits de Paname (1934), java
- Salomé, danza oriental (1917)
- El Senegal, one-step (1928)
- Smart, schotis-Boston
- Triana, danza gitana (1917)
- Valse poétique, triple Boston (1928)
- Verbenero, schotisch (1929)
- Zobeida, marcha morisca, one-step
- Zulima, marcha morisca (1936)

### Sardanes
- Flors i violes
- Maria Rosa
- Una nina gironina
- Pastoral (1929)
- Pastoreta gentil